# Podslon (Dobritsj)
Podslon (Bulgaars: Подслон) is een dorp in de Bulgaarse gemeente Dobritsjka, oblast Dobritsj. Het dorp ligt hemelsbreed 28 km ten noordwesten van de regionale hoofdstad Dobritsj en 356 km ten noordoosten van Sofia.

## Bevolking
Op 31 december 2020 telde het dorp Podslon 370 inwoners. Het aantal inwoners vertoont al tientallen een dalende trend: in 1946 woonden er nog 924 inwoners in het dorp.
|  |

Het dorp Podslon heeft een gemengde bevolkingssamenstelling. In februari 2011 identificeerden 189 van de 380 ondervraagden zichzelf als “Roma” - bijna 50% van alle ondervraagden, gevolgd door 124 “Turken” - oftewel 33% - en 67 “Bulgaren”. 
| Etnische samenstelling van de respondenten (2011) | Etnische samenstelling van de respondenten (2011) | Etnische samenstelling van de respondenten (2011) | Etnische samenstelling van de respondenten (2011) | Etnische samenstelling van de respondenten (2011) |
| ------------------------------------------------- | ------------------------------------------------- | ------------------------------------------------- | ------------------------------------------------- | ------------------------------------------------- |
|                                                   |                                                   |                                                   |                                                   |                                                   |
| Bulgaren                                          | Bulgaren                                          |                                                   | 17,6%                                             | 17,6%                                             |
| Turken                                            | Turken                                            |                                                   | 32,6%                                             | 32,6%                                             |
| Roma                                              | Roma                                              |                                                   | 49,7%                                             | 49,7%                                             |
| Anders/Onbekend                                   | Anders/Onbekend                                   |                                                   | 0,1%                                              | 0,1%                                              |